# Station Leeuwarden Camminghaburen
Station Leeuwarden Camminghaburen is een treinstation aan de oostkant van Leeuwarden. Het is geopend op 2 juni 1991 toen de nieuwbouwwijk Camminghaburen bijna was voltooid. Om het station te kunnen bedienen moest het station van het Groningse Visvliet worden gesloten. Het station ligt aan de spoorlijn Leeuwarden – Groningen en heeft de langste stationsnaam van Nederland. Er is geen stationsgebouw of loket, maar wel een abri en een kaartautomaat. Station Leeuwarden Camminghaburen wordt bediend door de stoptreinen van Arriva (voorheen NoordNed).

## Afbeeldingen

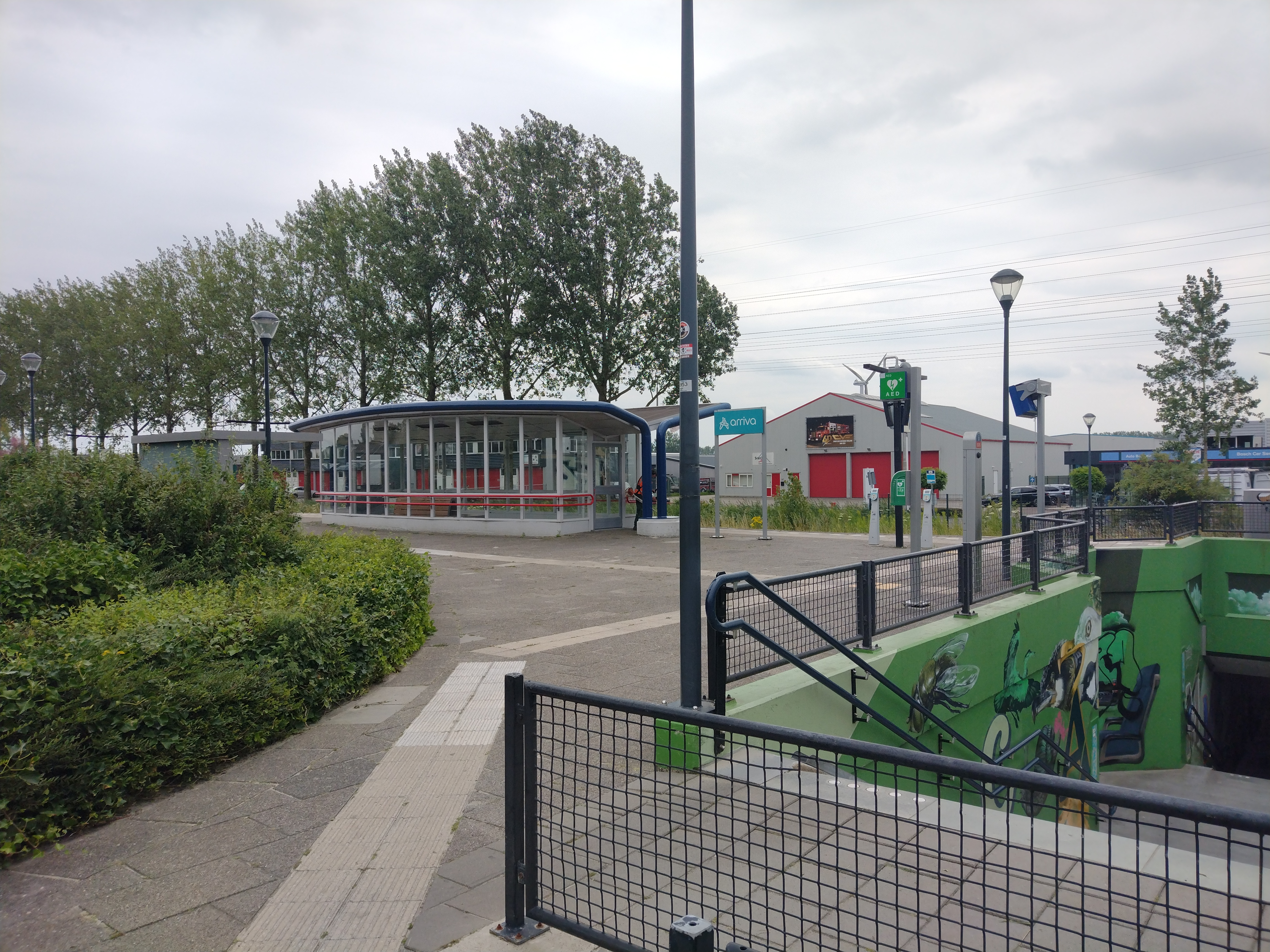
Het station in 2024
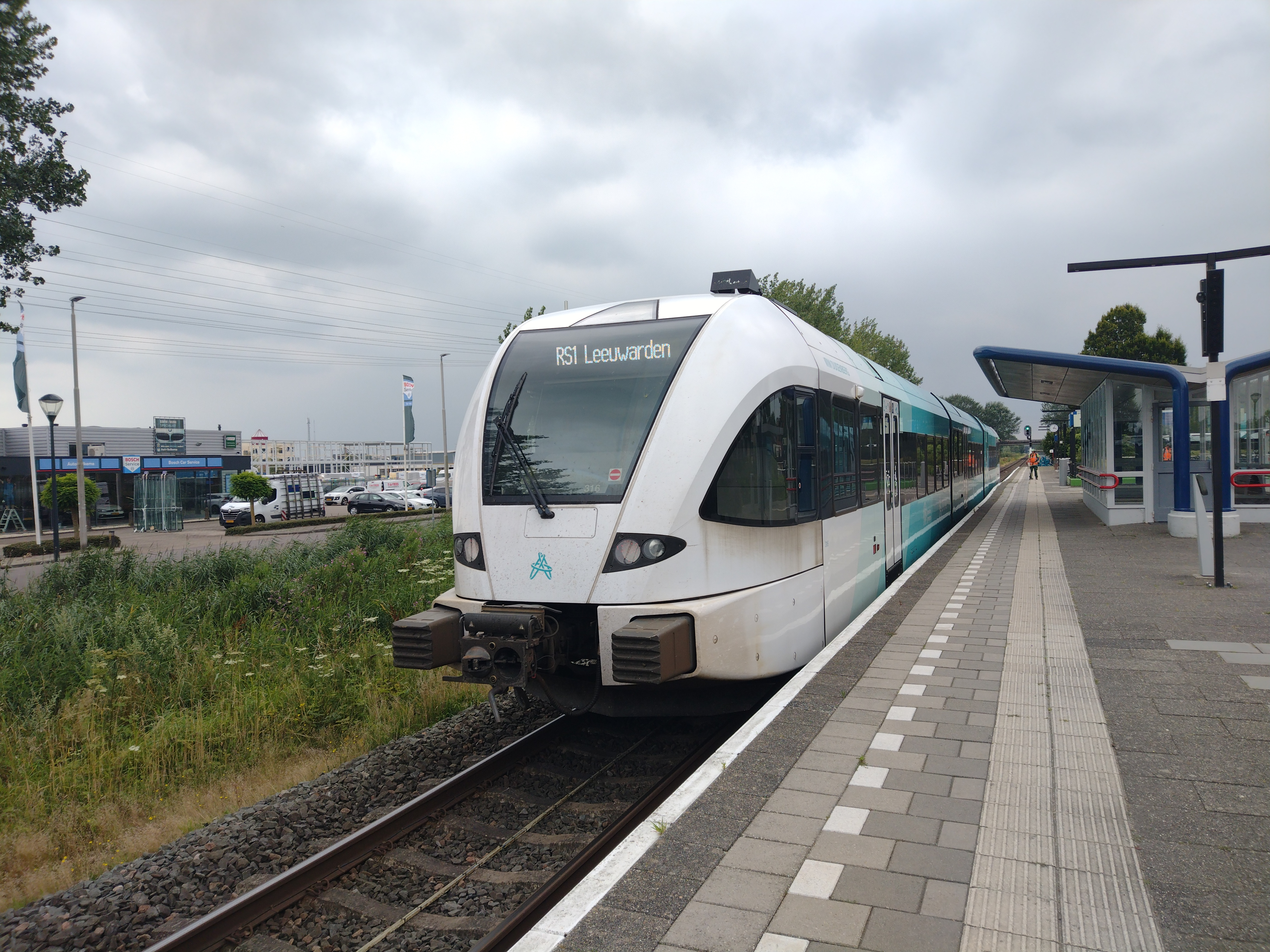
Arriva GTW op het station

## Verbindingen
Dit station wordt in 2025 bediend door de volgende treinserie:
| Serie      | Treinsoort         | Route                                              | Bijzonderheden                                                                               |
| ---------- | ------------------ | -------------------------------------------------- | -------------------------------------------------------------------------------------------- |
| 37400 RS 1 | Stoptrein (Arriva) | Leeuwarden – Leeuwarden Camminghaburen – Groningen | 's Avonds rijden van maandag t/m zaterdag enkele extra treinen tussen Zuidhorn en Groningen. |